# 1988 aux Territoires du Nord-Ouest
Chronologie des Territoires du Nord-Ouest
- 1984
- 1985
- 1986
- 1987
- 1988
- 1989
- 1990
- 1991
- 1992

Cette page concerne les événements survenus en 1988 dans le territoire canadien des Territoires du Nord-Ouest.

## Politique
- Premier ministre : Dennis Patterson
- Commissaire :
- Législature :